# The Neighbors (serie de televisión de 2015)
The Neighbors es una sitcom creada, escrita, dirigida, producida y protagonizada por Tommy Wiseau. En la primera excursión creativa de Wiseau desde su película de culto The Room de 2003, se desarrolla en un edificio de apartamentos y gira en torno a la vida de los diferentes inquilinos y sus interacciones con el "manager", Charlie, interpretado por Wiseau. Cuatro episodios fueron publicados en Hulu el 14 de marzo de 2015. Dos episodios adicionales fueron publicados el 26 de mayo de 2015.

## Desarrollo
En 2007, Wiseau filmó un episodio piloto original para The Neighbors, que nunca fue lanzado públicamente, aunque un tráiler para él está disponible en YouTube.
El 9 de marzo de 2009, Wiseau apareció en el episodio "Tommy" de Tim y Eric Awesome Show, Great Job!, el programa de Tim Heidecker y Eric Wareheim, que forman el dúo de comedia Tim & Eric y que había estado involucrado en la promoción de The Room. En una entrevista posterior en 2009, Wiseau declaró que le gustaría volver a trabajar con el dúo. En una entrevista el 19 de octubre de ese año, Tim y Eric dijeron que estaban desarrollando dos series de televisión para Wiseau. En una entrevista del 20 de enero de 2012, Tim y Eric afirmaron que ya no estaban trabajando con Wiseau en The Neighbors porque él quería su aportación creativa y el dúo quería que Wiseau fuera la única influencia creativa. Wiseau reclamaría más adelante que el trabajar con Tim y Eric falló debido a sus celos de él y su deseo de estar demasiado implicado.
En 2011, Wiseau afirmó que estaba trabajando en un contrato de quince episodios con un canal de televisión sin nombre para The Neighbors.
El 15 de julio de 2014, Wiseau comenzó a anunciar The Neighbors una vez más en el sitio web de The Room, su nuevo sitio web, en Facebook y en YouTube. Se mostró al público a finales de septiembre de 2014. Wiseau afirmó que el episodio piloto fue filmado apenas tres semanas antes de su primera emisión. El piloto 2014 reutiliza los mismos personajes y trama que el piloto de 2007, aunque con actores y decorados diferentes.

## Elenco
Wiseau juega papeles dobles: Charlie, el protagonista principal de la serie, y (con una peluca rubia) Ricky Rick, un criminal insignificante que sirve como principal antagonista de la serie. Wiseau dijo:"Quiero mostrarle a la gente que tengo rango."
Robert Axelrod es representado en el afiche para el show, y acreditado en IMDb como "Prince George", un personaje que es discutido pero no aparece en los seis episodios publicados. Axelrod es un colaborador frecuente de Tim & Eric.

## Episodios
Wiseau afirmó poco después del debut del episodio piloto que en la actualidad había rodado "potencialmente tres, cinco" episodios. Un comunicado de prensa afirmaba que Wiseau planea escribir y dirigir "por lo menos 20" episodios. En una entrevista realizada en enero de 2015, Wiseau declaró que sólo se ha filmado el episodio piloto, pero que está decidido a filmar un segundo episodio y tiene guiones para diez. Dos meses después, el piloto y tres episodios adicionales fueron liberados en Hulu. En una entrevista realizada en abril de 2015, Wiseau declaró que cuatro episodios más llegarían a Hulu en el verano de 2015. El 26 de mayo de 2015, los episodios cinco y seis fueron publicados en Hulu. Wiseau ha dicho que tiene un contrato de ocho o doce episodios con Hulu.

## Liberación
El episodio piloto se mostró por primera vez adjunto a las proyecciones de medianoche de The Room en el Landmark Sunshine Cinema en la ciudad de Nueva York del 26 al 28 de septiembre de 2014. Continuó mostrándose exclusivamente a través de los lanzamientos de medianoche de The Room hasta 2015. Wiseau afirma que tenía un acuerdo de un episodio con Adult Swim, que emitió Awesome Show y fue el debut de la sindicación de The Room, pero que quería presionar para conseguir un mejor acuerdo. Los primeros anuncios publicitarios de The Neighbors contenían el logotipo de Comedy. TV, aunque nunca se mencionó en su sitio web.
El 14 de marzo de 2015, el piloto y tres nuevos episodios fueron lanzados por Revolver Entertainment en Hulu. El 26 de mayo de 2015, los episodios cinco y seis fueron publicados en Hulu. Según Wiseau, esto fue así para que la exposición fuera elegible para los 67.º Premios Primetime Emmy, y los presentó para nominación en seis categorías.
El 20 de octubre de 2015, los primeros seis episodios fueron lanzados en DVD como The Neighbors: The Complete Season One.
El 3 de abril de 2016, la segunda temporada de The Neighbors fue anunciada por un tráiler en el canal YouTube del programa. El 9 de agosto de 2017, un anuncio en la página oficial de Facebook del programa decía que la segunda temporada transmitiría "¡Más tarde este año!". Un tráiler para la temporada 2 fue lanzado en YouTube el 21 de noviembre de 2017.

## Recepción
Revisando una proyección del episodio piloto, The A. V. Club encontró que los valores de producción y calidad de actuación de The Neighbors eran mucho peores que los de The Room, y notó la inexplicable presencia de mujeres en bikinis en varias escenas. Wiseau respondió a las críticas diciendo que las mujeres eran simbólicas de mujeres liberadas sexualmente. La A. V. Posteriormente, el club repasó los cuatro primeros episodios publicados en Hulu Plus, y resumió la serie como un "desagradable slog" que "en realidad se vuelve más perezoso a medida que avanza", lo que en última instancia le otorga una calificación F.
El propio Wiseau cree que los episodios quinto y sexto son mejores que los cuatro primeros, y sometió la serie a la consideración de Emmy.